# Can Rovira de Villar
Can Rovira de Villar és una masia de Llerona, al municipi de les Franqueses del Vallès (Vallès Oriental), inclosa a l'Inventari del Patrimoni Arquitectònic de Catalunya.

## Història
A la parròquia hi ha documentació anterior al segle xiii on s'esmenta la masia, i a la casa es conserven notícies històriques de la família Rovira de Villar des de l'any 1565. Probablement és dels segles xvi-xvii.
Els esgrafiats podrien ser d'època barroca, i es creu que varen desaparèixer a la Guerra del Francès, quan la casa va ser cremada en part. Josep Rovira de Villar, nascut el 1835, fou qui erigí la masoveria nova, segurament a la dècada del 1860. La capella va ser feta construir cap al 1960 per mossèn Ramon Garriga.
L'arqueòleg Josep Estrada hi trobà terrissa íbero-romana, ceràmica comuna ibèrica, tegulae i algun fragment de dolia en alguns dels murs de tanca i de la casa. Pels voltants es localitzaren fragments superficials de terrissa, sobretot ibèrica a torn.

## Descripció
S'hi accedeix des de la carretera N-152 de Barcelona a Puigcerdà, i després de passar el nucli urbà de Llerona, cal prendre a la dreta un camí denominat de can Villar, que condueix a la masia.
És una gran masia de planta rectangular orientada a migdia, formada per tres crugies i tres pisos d'alçada, amb coberta a doble vessant. Al cantó esquerra hi ha un cos afegit que antigament era un porxo i a meitats de segle es va tancar. Al centre hi ha un portal de llinda de carreus. A la façana encara s'observen restes d'esgrafiats que representen medallons amb motius florals i geomètrics. Encerclant la casa hi ha un barri tancat, a la banda esquerra de la masoveria i a la dreta una petita capella dels anys 30 del segle xix d'imitació del romànic. Al seu costat hi ha un porxo, i al darrere de la casa un cos afegit que era l'antiga masoveria.